# Conotrachelus fulvosuturalis
Conotrachelus fulvosuturalis – gatunek chrząszcza z rodziny ryjkowcowatych.

## Zasięg występowania
Ameryka Południowa, występuje w Argentynie.

## Budowa ciała
Ciało pękate. Przednia krawędź pokryw nieco szersza od przedplecza.
Pokrywy kremowobiałe z szeroką, jasnobrązową pręgą wzdłuż szwu, oraz z dwiema okrągłymi, czarnymi plamami w ich środkowej części oraz licznymi innymi po brzegach. Ubarwienie reszty ciała czarne z licznymi brązowymi włoskami.